# Claudio Brook
Pour les articles homonymes, voir Brook.
Claudio Brook est un acteur mexicain, né le 28 août 1927 à Mexico et mort dans la même ville le 18 octobre 1995.

## Parcours
Claudio Brook est l'un des acteurs favoris de Luis Buñuel avec qui il a tourné cinq films.
Il a tourné plusieurs films en France, donnant la réplique à Jean Gabin ou Mireille Darc, sous la direction de Denys de La Patellière dans Du rififi à Paname ou d'Yves Boisset dans Coplan sauve sa peau. Il a tenu le rôle de Peter Cunningham dans La Grande Vadrouille de Gérard Oury, en 1966.
Au Mexique, son pays d'origine, il a affronté le fameux catcheur masqué, El Santo, dans Santo en el museo de cera (1963) avant de clore sa carrière en apparaissant notamment dans le premier long-métrage de Guillermo del Toro, Cronos (1993).
Claudio Brook est mort en octobre 1995 d'un cancer de l'estomac.[réf. nécessaire]

## Filmographie sélective
- 1958 : El ùltimo rebelde
- 1958 : Los hijos del divorcio
- 1959 : Vagabundo y millonario (es) (El Vagabundo millonario)
- 1959 : L'Aventurier du Rio Grande (The Wonderful Country) de Robert Parrish
- 1960 : Los pequeños gigantes (Little Giants) d'Hugo Butler
- 1960 : Cuando viva Villa ! es la muerte
- 1960 : Neutrón, el enmascarado negro
- 1958-1960 : Captain Grief (TV)
- 1960 : El gran pillo
- 1960 : El último mexicano
- 1960 : La Jeune Fille (The Young One)
- 1960 : ¡Yo sabia demasiado !
- 1961 : Rosa blanca
- 1961 : Vida robada
- 1961 : Viridiana de Luis Buñuel
- 1961 : Las cosas prohibidas
- 1962 : Geronimo
- 1962 : L'Ange exterminateur (El Ángel exterminador) de Luis Buñuel
- 1962 : Los autómatas de la muerte
- 1962 : Neutrón contra el Dr. Caronte
- 1963 : Cuando los hijos se pierden
- 1963 : Santo en el museo de cera
- 1963 : Agente XU 777 (es)
- 1965 : Grito en la osbscuridad (TV)
- 1965 : Simon du désert (Simón del desierto) de Luis Buñuel
- 1965 : Guadalajara en verrano
- 1965 : The Glory Guys
- 1965 : Un hombre peligroso
- 1965 : Viva María ! de Louis Malle
- 1966 : Du rififi à Paname de Denys de La Patellière
- 1966 : La mano que aprieta
- 1966 : La Grande Vadrouille de Gérard Oury
- 1967 : Qui êtes-vous inspecteur Chandler ? (Troppo per vivere… poco per morire)
- 1967 : La Blonde de Pékin de Nicolas Gessner
- 1968 : Coplan sauve sa peau d'Yves Boisset
- 1969 : La Voie lactée de Luis Buñuel
- 1969 : L'Auberge des plaisirs (Frau Wirtin hat auch eine Nichte)
- 1969 : La Femme écarlate
- 1971 : Le Jardin de tante Isabelle (El Jardin de tia Isabel)
- 1971 : Jesús, nuestro Señor (es)
- 1972 : L'Assassinat de Trotsky (The Assassination of Trotsky) de Joseph Losey
- 1973 : La mansión de la locura de Juan López Moctezuma
- 1973 : Le Château de la pureté (El Castillo de la pureza) d'Arturo Ripstein
- 1975 : La Pluie du diable
- 1977 : El pez que fuma de Román Chalbaud
- 1979 : L'Étalon de guerre d'Anthony Harvey
- 1989 : Permis de tuer (Licence to Kill) de John Glen
- 1989 : Romero, le sang de l'archevêque
- 1990 : Vengeance (Revenge) de Tony Scott
- 1993 : Cronos de Guillermo del Toro